# Marcin Pendowski
Marcin Pendowski (ur. 17 listopada 1978) – basista, muzyk sesyjny, kompozytor i producent muzyczny, właściciel wydawnictwa Judasz Records. Współkompozytor muzyki do pierwszej produkcji dla Discovery Channel, filmu „Solidarność. Początek Rewolucji” (2006). Szeroko wykorzystuje w swojej muzyce tzw. „Komunobasy”,  zapomniane instrumenty z obszaru byłego Układu Warszawskiego. Lider, kompozytor i założyciel zespołu Pendofsky, który zadebiutował w 2014 roku, autorskim albumem Pendofsky, nagrodzonym Mateuszem Trójki za najlepszy Album Jazzowy 2015.  W 2020 wydał album Gumolit (Judasz Records, 2020), nagrany na taśmę, który bardziej poszedł w stronę afrobeatu, w 2024 album Kuratorium ( Judasz Records 2024).  Na tym albumie,  nagranym na taśmę w Tonn Studio nagrano 12 osobową sekcję dętą Funky Warsaw Horn Ensamble, którą Pendowski stworzył specjalnie na potrzeby tej płyty.  Stylistyka zespołu Pendofsky  to funk, jazz, afrobeat, blues i brzmienia inspirowane latami  60.–70. XX wieku.  Autorem muzyki i producentem  muzycznym albumów jest Marcin Pendowski.

## Działalność artystyczna
Debiut sceniczny Marcina Pendowskiego to artrockowa grupa Artrosis (Metal Mind Production), którą współtworzył w latach 1998–2001, i z którą miał nominacje do Fryderyków w kategorii Album Roku Metal za płytę Fetish (2001). Absolwent wydziału jazzu na Uniwersytet Zielonogórski w roku 2007 w klasie Jacka Niedzieli. W 2006 razem  Mateuszem Krautwurstem, Łukaszem Damrychem, Piotrem Kaluta i Adamem Golickim,  założył zespół The Positive, który wydał album w 2010 roku. W tym czasie był członkiem zespołu pianisty jazzowego Kuby Stankiewicza oraz Ingi Lewandowskiej, z którymi nagrał album Coś Dla Dzieci  (2009).  W 2010 przeprowadził się do Warszawy. W latach 2011–2022 był basistą Fisz Emade Tworzywo, z którymi nagrał 5 albumów i doczekał się Złotej i Platynowej płyty za album "Mamut".  
Autor wydawnictwa 2xDVD „Szkoła gry na basie elektrycznym” wydanego przez ABsonic (2016). Artysta współpracował z wieloma artystami sceny jazzowej: Grzegorzem Nagórskim, Eleine Simpson, Velerie Scott, Piotrem Baronem, Henrykiem Miśkiewiczem, Moniką Borzym, Milo Kurtisem. Prowadzi aktywnie swój kanał na Youtube, gdzie zgromadził jedną z większych na świecie kolekcji brzmień basów w postaci autorskich testów video. Na kanale tym prowadzi także cykl duetów „Pendofsky meets Friends". W serii udział wzięli wybitni artyści m.in. Kasia Dereń, Nick Sincler, Kasia Lins, Mateusz Krautwurst, Marika, Justyna Gajczak czy raper VNM. Martyna Zając. 

## Dyskografia

### Twórczość solowa – albumy studyjne:
| Rok wydania | Tytuł      | Wytwórnia      |
| ----------- | ---------- | -------------- |
| 2014        | Pendofsky  | Judasz Records |
| 2020        | Gumolit    | Judasz Records |
| 2024        | Kuratorium | Judasz Records |

Podstawowy skład zespołu Pendofsky, który znajduje się na wszystkich trzech płytach:
- Marcin Pendowski – bass
- Krzysztof Kawałko – gitara
- Tomasz „Harry” Waldowski – perkusja
- Marcin Cichocki – organy Hammonda
- Marcin Kajper – saksofon Tenorowy
- Dominik Jaske – conga

Ponadto, na płycie Pendofsky z 2014 roku gościnnie wystąpili: 
- Przemysław Kostrzewa – trąbka.
- Rey Ceballo – piano
- Mariusz Obijalski – wurlitzer
- Bartek Łęczycki - harmonica

Na płycie Gumolit z 2020 roku dodatkowo wystąplili:   
- Szymon Łukowski – klarnet basowy, hammond
- Tomasz Organek – wokal [12]
- Bartek Łęczycki – harmonica
- Marusz Kozłowski – tenor sax Daniel Orlikowski – trąbka
- Michał Łuka – tenor sax Michał Borowski - tenor sax
- Rey Ceballo – piano Andrzej Rękas – puzon
- Piotr Wrombel – synth
- Marcin Kajper – flet poprzeczny

Na płycie Kuratorium z 2024 dodatkowo wystąpili:
- Funky Warsaw Horn Ensamble w składzie:
  - Saksofony tenorowe: Marcin Kajper, Mariusz Kozłowski, Michał Łuka, Jarek Kaczmarczyk, Michał Borowski, Przemysław Skałuba
  - Puzony: Tommy Dwrakowski, Dariusz „Misiek” Nowakowski, Andrzej Rękas
  - Trąbki:  Filip Mazur, Rafał Dubicki,  Artur Jargiło
- Saksofon tenorowy: Marcin Kajper, Mariusz Kozłowski
- Szymon Łukowski – klarnet basowy
- Marcin Kajper – flet poprzeczny
- Bartek Łęczycki – harmonica
- Tomek Starzyk – guiro, maracasy

### Twórczość solowa - Albumy koncertowe:
| Data wydania         | Tytuł                  |                             |
| -------------------- | ---------------------- | --------------------------- |
| 4 grudnia 2020       | Gumolit                | Premiera (Live)             |
| 26 września 2021     | Gumolit                | Premiera Winyla (Live)      |
| 26 marca 2021        | Pandemio odejdź prędko | Live w Skaryszewie          |
| 14 października 2022 | Gumolit                | Wiraż Pub (Live)            |
| 24 listopada 2023    | Gumolit                | Szkoła Muzyczna Tony (Live) |
| 9 października 2024  | Kuratorium             | Premiera (Live)             |
| 5 czerwca 2025       | Kuratorium             | Premiera Winyla (Live)      |

### Albumy nagrane z Fisz Emade Tworzywo
| Data wydania         | Tytuł              | Wytwórnia                  |
| -------------------- | ------------------ | -------------------------- |
| 6 listopada 2014     | Mamut              | ART2 Music                 |
| 21 października 2016 | Drony              | ART2 Music                 |
| 8 marca 2019         | Radar              | ART2 Music                 |
| 29 marca 2020        | Ballady i protesty | Grand Imperial / Dwa Ognie |
| 14 maja 2021         | Koncert (Live)     | Grand Imperial             |

### Pełne albumy nagrane z  Artrosis
| Data wydania      | Tytuł                                     | Wytwórnia                |
| ----------------- | ----------------------------------------- | ------------------------ |
| 1998              | W imię nocy                               | Morbid Noizz Productions |
| 17 listopada 1999 | Pośród kwiatów i cieni                    | Metal Mind Productions   |
| 25 stycznia 1999  | Hidden Dimension                          | Hall of Sermon           |
| 2000              | In the Flowers' Shade                     | Metal Mind Productions   |
| 27 marca 2001     | In Nomine Noctis                          | Metal Mind Productions   |
| 24 kwietnia 2001  | Fetish                                    | Metal Mind Productions   |
| 22 lutego 2001    | Koncert w Trójce                          | Metal Mind Productions   |
| 30 września 2002  | Live in Krakow - Among the Flowers' Shade | Metal Mind Productions   |

### Współpraca z innymi artystami
| Data wydania      | Artysta                             | Tytuł albumu                                           |
| ----------------- | ----------------------------------- | ------------------------------------------------------ |
| 2009              | Inga Lewandowska / Kuba Stankiewicz | Coś dla dzieci i nie tylko, piosenki dla całej rodziny |
| 2010              | Mateusz Krautwurst                  | The Positive                                           |
| 27 maja 2014      | Milo Kurtis                         | Podróż dookoła mózgu                                   |
| 9 maja 2014       | Mateusz Krautwurst                  | Gdzieś pomiędzy                                        |
| 2015              | Martyna Zaniewska                   | Sen                                                    |
| 14 czerwca 2015   | Ewa Mysłakowska                     | Efka                                                   |
| 2017              | Marcin Kajper                       | No. 1                                                  |
| 2018              | Aga Dyk                             | Odlot na Dominikanę                                    |
| 25 maja 2018      | Various Artists                     | Albo inaczej 2                                         |
| 29 listopada 2019 | Marcin Kajper                       | Living Out Of A Suitcase                               |
| 1 kwietnia 2021   | Marcin Kajper                       | Elevator music                                         |
| 9 marca 2025      | BABY                                | Nugat                                                  |